# Jaroslav Lyčka
Jaroslav Lyčka (* 7. října 1951, Ostrava) je bývalý český hokejový obránce.

## Hokejová kariéra
V československé lize hrál za Dukla Jihlava a TJ Vítkovice. V roce 1972 získal mistrovský titul s Duklou Jihlava a v roce 1981 s Vítkovicemi. Za reprezentaci Československa nastoupil v sezóně 1979/1980 v 8 utkáních a dal 2 góly. Kariéru končil ve Velké Británii.

## Klubové statistiky
| Sezona    | Klub            | Soutěž          | Základní část | Základní část | Základní část | Základní část | Základní část |
| Sezona    | Klub            | Soutěž          | Z             | G             | A             | B             | TM            |
| --------- | --------------- | --------------- | ------------- | ------------- | ------------- | ------------- | ------------- |
| 1970/1971 | Dukla Jihlava   | 1. liga         | -             | -             | -             | -             | -             |
| 1971/1972 | Dukla Jihlava   | 1. liga         | 27            | 0             | 2             | 2             | 20            |
| 1972/1973 | TJ VŽKG Ostrava | 2. liga         | -             | -             | -             | -             | -             |
| 1973/1974 | TJ VŽKG Ostrava | 1. liga         | -             | -             | -             | -             | -             |
| 1974/1975 | TJ VŽKG Ostrava | 1. liga         | -             | -             | -             | -             | -             |
| 1975/1976 | TJ VŽKG Ostrava | 1. liga         | -             | -             | -             | -             | -             |
| 1976/1977 | TJ Vítkovice    | 1. liga         | -             | -             | -             | -             | -             |
| 1977/1978 | TJ Vítkovice    | 1. liga         | 42            | 10            | 8             | 18            | 20            |
| 1978/1979 | TJ Vítkovice    | 1. liga         | 42            | 10            | 3             | 13            | 26            |
| 1979/1980 | TJ Vítkovice    | 1. liga         | 42            | 7             | 9             | 16            | 26            |
| 1980/1981 | TJ Vítkovice    | 1. liga         | 44            | 6             | 10            | 16            | 22            |
| 1981/1982 | TJ Vítkovice    | 1. liga         | 42            | 3             | 6             | 9             | -             |
| 1982/1983 | TJ Vítkovice    | 1. liga         | 39            | 4             | 14            | 18            | 6             |
| 1983/1984 | TJ Vítkovice    | 1. liga         | 31            | 0             | 5             | 5             | 8             |
| 1984/1985 | TJ Vítkovice    | 1. liga         | 34            | 1             | 0             | 1             | 10            |
| 1985/1986 | TJ Vítkovice    | 2. liga         | -             | 7             | -             | -             | -             |
| 1986/1987 | Dundee Rockets  | 1. britská liga | 35            | 53            | 66            | 119           | 22            |